# Jan Lauwers
Jan Lauwers (Zemst, 5 ottobre 1938) è un ex ciclista su strada belga, vincitore di tre tappe alla Vuelta a España, due nel 1963 e una nel 1967.

## Carriera
Ottenne in carriera nove vittorie.